# Solona
Solona – wieś w Rumunii, w okręgu Sălaj, w gminie Surduc. W 2011 roku liczyła 236 mieszkańców.